# 严世芸
严世芸（1940年—），男，汉族，浙江宁海人，中国中医学家。第四届国医大师。曾任上海中医药大学校长、上海市中医药研究院院长。